# روگر مارشه
روگر مارشه (به فرانسوی: Roger Marche) بازیکن فوتبال و مدافع اهل فرانسه است که از سال ۱۹۴۷ تا ۱۹۵۹ میلادی عضو تیم ملی فوتبال فرانسه بوده‌است. وی در ۶۳ بازی ملی حضور داشته است و در بازی‌های ملی‌اش ۱ گل به ثمر رساند.